# James Allen's Girls' School
James Allen's Girls' School est une école de filles située à Dulwich, dans le sud de Londres, en Angleterre. Elle comprend une école secondaire pour les élèves de 11 à 18 ans, une école élémentaire pour les élèves de 7 à 11 ans et une école pré-élémentaire pour les élèves de 4 à 7 ans. Elle est souvent désignée par l'acronyme JAGS. Elle est dirigée depuis septembre 2020 par Alex Hutchinson.  

## Historique
La fondation de l'école remonte à 1741, lorsque James Allen (en) ouvre une petite structure à Dulwich, destinée aux filles, pour leur apprendre « à lire et à coudre ». Elle prend son nom définitif en 1878, puis elle s'installe, sur son site actuel à East Dulwich Grove en 1886, avec 141 élèves et Miss Bettany en tant que première directrice. 
Des jardins botaniques sont créés sur le terrain de l’école peu après que la botaniste Lilian Clarke ait rejoint l'équipe enseignante en 1896. Celle-ci fonde l'année qui suit son arrivée un laboratoire d'école destiné aux études en botanique, premier de ce genre en Angleterre. La valeur de son travail scientifique vaut à Lilian Clarke un doctorat honoris causa de l'université de Londres décerné en 1902 et une élection à la Linnean Society en 1905. Le compositeur Gustav Holst, recommandé par Ralph Vaughan Williams, est nommé professeur de musique en 1904. Il occupe cette fonction jusqu'en 1920
L'école est évacuée au début de la guerre vers Walthamstow Hall à Sevenoaks, dans le Kent, mais dès mai 1940, elle se réinstalle à Dulwich.

## Personnalités liées à l'école
- Lilian Clarke botaniste, professeure de sciences naturelles
- Gustav Holst, compositeur, professeur de musique (1904-1920)[5]

## Anciennes élèves
- Ella Balinska (née 1996), actrice
- Lucy Boynton (née en 1994), actrice
- Winifred Brenchley (1883-1953), botaniste
- Anita Brookner (1928-2016), écrivaine, lauréate du prix Booker (1984)
- Marion Delf-Smith (1883-1980), botaniste
- Sally Hawkins (née en 1976), actrice
- Mary Hoffman (née en 1945), écrivaine
- Winifred Knights (1899-1947), peintre
- Lisa St Aubin de Terán (née en 1953), romancière
- Alison Stephens (1970-2010), mandoliniste